# مزرعه بیت جن
مزرعه بیت جن (به عربی: مزرعة بيت جن) یک روستا در سوریه است که در منطقه قطنا واقع شده‌است.
 مزرعه بیت جن  ۵٬۰۷۳ نفر جمعیت دارد.